# HMS Hereward (H93)
HMS Hereward (H93) là một tàu khu trục lớp H được Hải quân Hoàng gia Anh Quốc chế tạo vào giữa những năm 1930. Nó được phân về Hạm đội Địa Trung Hải, và đã trải qua bốn tháng trong cuộc Nội chiến Tây Ban Nha vào giữa năm 1937 để thực thi chính sách cấm vận vũ khí mà Anh và Pháp áp đặt cho các bên xung đột. Khi Chiến tranh Thế giới thứ hai nổ ra vào tháng 9 năm 1939, nó vẫn đang ở lại Địa Trung Hải, nhưng nhanh chóng được điều sang Bộ chỉ huy Nam Đại Tây Dương để truy lùng các tàu cướp tàu buôn và tàu vượt phong tỏa Đức, bắt được một chiếc vào cuối tháng 11. Hereward được chuyển về Hạm đội Nhà vào tháng 5 năm 1940, và đã giải cứu Nữ hoàng Wilhelmina của Hà Lan sau khi bị Đức xâm chiếm.
Chiếc tàu khu trục được điều quay trở lại Địa Trung Hải cuối tháng đó để hộ tống các đoàn tàu vận tải Malta cũng như các tàu chiến lớn của hạm đội. Nó đánh chìm một tàu ngầm Ý vào tháng 12 và chiếc tàu phóng lôi Ý Vega trong tháng tiếp theo. Hereward tham gia trận chiến mũi Matapan vào tháng 3 năm 1941, và giúp vào việc triệt thoái binh lính Đồng Minh khỏi Hy Lạp trong tháng 4. Sang tháng 5, nó đánh chìm nhiều tàu nhỏ thuộc một đoàn tàu vận tải dự định đổ bộ lực lượng lên Crete. Cuối tháng đó, đang khi trợ giúp vào việc triệt thoái lực lượng từ Crete về Ai Cập, nó bị máy bay ném bom bổ nhào Đức đánh chìm; những người sống sót được Ý cứu vớt và bắt làm tù binh.

## Thiết kế và chế tạo
Hereward có trọng lượng choán nước tiêu chuẩn 1.340 tấn Anh (1.360 t), và lên đến 1.859 tấn Anh (1.889 t) khi đầy tải. Nó có chiều dài chung 323 foot (98,5 m), mạn thuyền rộng 33 foot (10,1 m) và độ sâu của mớn nước là 12 foot 5 inch (3,8 m). Nó được dẫn động bởi hai turbine hơi nước Parsons truyền động ra hai trục chân vịt, sản sinh tổng công suất 34.000 mã lực càng (25.000 kW), cho phép nó đạt tốc độ tối đa 36 hải lý trên giờ (67 km/h; 41 mph). Hơi nước được cung cấp bởi ba nồi hơi ống nước Admiralty. Hereward có thể mang theo tối đa 470 tấn Anh (480 t) dầu đốt, cho phép một tầm hoạt động tối đa 5.530 hải lý (10.240 km; 6.360 mi) ở tốc độ 15 hải lý trên giờ (28 km/h; 17 mph). Thành phần thủy thủ đoàn của nó bao gồm 137 sĩ quan và thủy thủ trong thời bình, nhưng tăng lên đến 146 người trong thời chiến.
Con tàu được trang bị bốn khẩu pháo QF 4,7 inch (120 mm) Mk. XII L/45 trên các tháp pháo nòng đơn. Cho mục đích phòng không, Hereward có hai khẩu đội súng máy 0,5 in (13 mm) Mk.III bốn nòng. Nó còn có hai bệ ống phóng ngư lôi bốn nòng trên mặt nước dành cho ngư lôi 21 in (530 mm). Một đường ray thả mìn sâu và hai máy phóng được trang bị; ban đầu nó mang theo 20 quả mìn sâu, nhưng được tăng lên 35 quả không lâu sau khi chiến tranh bắt đầu. Bắt đầu từ giữa năm 1940, dàn vũ khí phòng không của con tàu được tăng cường, cho dù không thể biết được đích xác thời điểm được nâng cấp. Bệ ống phóng ngư lôi phía sau được thay bằng một khẩu QF 12 pounder 3 inch (76,2 mm) phòng không.
Hereward được đặt hàng trong Chương trình Chế tạo Hải quân 1934. Nó được đặt lườn vào ngày 28 tháng 2 năm 1935 tại xưởng tàu High Walker của hãng Vickers Armstrong ở Newcastle-on-Tyne; được hạ thủy vào ngày 10 tháng 3 năm 1936 và hoàn tất vào ngày 9 tháng 12 năm 1936 với chi phí 249.591 Bảng Anh, không tính đến các thiết bị do Bộ Hải quân Anh cung cấp như vũ khí, đạn dược và thiết bị thông tin liên lạc.

## Lịch sử hoạt động
Hereward tiến hành thử nghiệm tháp pháo nòng đôi vốn được dự định trang bị cho lớp tàu khu trục Tribal vào tháng 1-tháng 3 năm 1937 tại Gibraltar; nhưng được tháo dỡ sau khi kết thúc thử nghiệm và hai khẩu pháo phía trước được thay thế ngay sau đó. Con tàu được phân về Chi hạm đội Khu trục 2 trực thuộc Hạm đội Địa Trung Hải, và bắt đầu tuần tra tại vùng biển Tây Ban Nha để thực thi chính sách cấm vận vũ khí đến các bên xung đột trong cuộc Nội chiến Tây Ban Nha. Nó được tái trang bị tại Malta từ ngày 30 tháng 9 đến ngày 30 tháng 10 năm 1937; rồi thêm một lần nữa một năm sau đó, lần này là tại xưởng tàu Portsmouth từ tháng 6 đến tháng 7 năm 1939, rồi quay trở lại Địa Trung Hải sau khi hoàn tất.
Sau khi Chiến tranh Thế giới thứ hai nổ ra vào tháng 9 năm 1939, Hereward được chuyển đến Freetown, Sierra Leone để truy lùng các tàu cướp tàu buôn Đức tại Nam Đại Tây Dương cùng Lực lượng K vào tháng 10. Nó cùng các tàu chị em HMS Hardy, HMS Hasty và HMS Hostile đã gặp gỡ tàu chiến-tuần dương HMS Renown, tàu sân bay HMS Ark Royal và tàu tuần dương hạng nhẹ HMS Neptune vào ngày 17 tháng 12. Chúng được tiếp nhiên liệu tại Rio de Janeiro, Brasil trước khi tiếp tục đi đến cửa sông Río de la Plata, đề phòng trường hợp chiếc thiết giáp hạm bỏ túi Đức Admiral Graf Spee tìm cách thoát khỏi Montevideo, Uruguay, nơi nó tạm thời tị nạn sau khi bị hư hại trong trận River Plate. Hereward đã bắt giữ tàu vượt phong tỏa Đức Uhenfels vào ngày 5 tháng 11. Con tàu đặt căn cứ tại Trinidad từ ngày 20 tháng 11 năm 1939 đến ngày 23 tháng 1 năm 1940, và đã chặn bắt chiếc tàu buôn Đức Arauca tại Port Everglades, Florida trong thời gian này. Nó hộ tống cho thiết giáp hạm Valiant đến Halifax, Nova Scotia, nhưng bị hư hại do thời tiết khắc nghiệt trên đường đi, và phải mất ba tuần để sửa chữa. Sau đó nó hộ tống tàu tuần dương hạng nhẹ Orion đi đến Anh khi chiếc này chuyển di hài của John Buchan, Toàn quyền Canada, về nước. Nó tiếp tục được sửa chữa tại Portsmouth sau khi đến nơi, nên đã lỡ mất trận Narvik vào tháng 4.
Hereward đã hộ tống tàu bè đến Scheveningen, Hà Lan vào ngày 11 tháng 5 để di tản công dân Anh khỏi nơi đây sau khi bị Đức xâm chiếm vào ngày hôm trước. Nó giúp di tản Nữ hoàng Wilhelmina và gia đình khỏi Hà Lan vào ngày 13 tháng 5, rồi được chuyển sang Hạm đội Địa Trung Hải vài ngày sau đó. Nó đi đến Alexandria vào ngày 24 tháng 5, và bắt đầu hộ tống các đoàn tàu vận tải cùng các tàu chiến lớn của hạm đội. Hereward tham gia trận Calabria vào tháng 7 năm 1940, nơi nó trúng mảnh đạn của những phát đạn pháo suýt trúng từ thiết giáp hạm Ý Giulio Cesare, hộ tống một đoàn tàu vận tải trong Chiến dịch Collar, rồi bắn vào lực lượng Ý đang rút lui tại Cyrenaica sau trận Sidi Barrani. Nó cùng với tàu chị em Hyperion đánh chìm tàu ngầm Ý Naiade vào ngày 13 tháng 12. Nó đã hộ tống các thiết giáp hạm của Hạm đội Địa Trung Hải khi chúng bắn phá Valona vào ngày 19 tháng 12, rồi tiến vào Bắc Đại Tây Dương sau khi Đoàn tàu WS-5A báo cáo bị chiếc tàu tuần dương Đức Admiral Hipper tấn công vào ngày 25 tháng 12. Nó đã hộ tống ba chiếc của đoàn tàu này đến Gibraltar vào ngày 29 tháng 12.
Hereward tham gia Chiến dịch Excess vào đầu tháng 1 năm 1941, và đã đánh chìm tàu phóng lôi Ý Vega bằng một quả ngư lôi vào ngày 10 tháng 1 tại eo biển Sicily. Cùng với tàu khu trục Decoy và pháo hạm Ladybird, Hereward cho đổ bộ một nhóm biệt kích lên đảo Kastelorizo như một phần của chiến dịch Abstention, nhưng họ bị áp đảo bởi cuộc phản công của quân Ý. Chỉ có vài người sống sót được triệt thoái hai ngày sau đó. Con tàu đã tham gia trận chiến mũi Matapan vào đầu tháng 3 và cuộc triệt thoái khỏi Hy Lạp vào tháng 4. Nó đánh chìm một số tàu đánh cá vận chuyển binh lính Đức đến chiếm đóng Crete vào ngày 21 tháng 5, rồi giúp triệt thoái quân Đồng Minh khỏi Heraklion vào ngày 29 tháng 5. Cuối ngày hôm đó, nó bị máy bay ném bom bổ nhào Junkers Ju 87 "Stuka" của Đức tấn công, và bị trúng một quả bom ngay trước ống khói phía trước. Nó chuyển hướng về phía bờ biển Crete gần đó, nhưng rồi bị đánh chìm do các đợt không kích tiếp theo và đắm ở tọa độ 35°20′B 26°20′Đ / 35,333°B 26,333°Đ. Bốn sĩ quan và 72 thủy thủ đã thiệt mạng trong trận đánh; 89 người sống sót được các tàu phóng lôi Ý cứu vớt và bắt làm tù binh.